# والتر آموس
والتر آموس (بالإنجليزية: Walter Amos)‏ (1 يناير 1899 في المملكة المتحدة - 1 يناير 1967 في المملكة المتحدة) هو لاعب كرة قدم بريطاني (وحمل سابقاً جنسية المملكة المتحدة لبريطانيا العظمى وأيرلندا) في مركز جناح ‏. لعب مع نادي أكرينغتون ستانلي ونادي بوري ووركشوب تاون ‏.